# سفراء الولايات المتحدة لدى شمال اليمن

شمال اليمن

اعترفت الولايات المتحدة بالمملكة المتوكلية اليمنية عام 1946 وكلفت أول سفير لها ج. رايفز تشايلدز إلى المملكة اليمنية في 22 أغسطس 1946، وأٌنشأت مفوضية دبلوماسية في تعز. في ذلك الوقت، كان السفير لدى المملكة العربية السعودية مفوضا بالتزامن لدى اليمن أثناء إقامته في جدة بالمملكة العربية السعودية.
بعد ثورة 26 سبتمبر اليمنية في شمال اليمن عام 1962 غٌير أسم الدولة إلى الجمهورية العربية اليمنية. تبع ذلك فترة من الحرب الأهلية على مدى السنوات الخمس المقبلة. حافظت الولايات المتحدة على علاقات دبلوماسية مع المملكة ولكن لم يتم اعتماد أي سفير لدى الدولة. أستمر وضع المفوضين كقائمين بالأعمال خلال تلك الفترة. وخلال ذلك الوقت أيضًا رفع مستوى المفوضية في تعز إلى سفارة في 28 يناير 1963 ونقلت السفارة إلى صنعاء عام 1966.
قطعت الجمهورية العربية اليمنية العلاقات مع الولايات المتحدة في 7 يونيو 1967. أٌنشئ قسم رعاية مصالح الولايات المتحدة في السفارة الإيطالية في 10 أبريل 1970. أعيد فتح السفارة في صنعاء في 1 يوليو 1972، وكان يليام كروفورد أول سفير فوق العادة ومفوض في 12 أكتوبر 1972.
في 22 مايو 1990 أعلنت الجمهورية العربية اليمنية وجمهورية اليمن الديمقراطية الشعبية (اليمن الجنوبي) أنهما بصدد تشكيل جمهورية يمنية موحدة.
للسفراء اللاحقين إلى الجمهورية اليمنية، انظر سفير الولايات المتحدة في اليمن.
للسفراء في جنوب اليمن انظر سفير الولايات المتحدة في جنوب اليمن.

## السفراء
ملاحظة: حتى عام 1963 كان للسفارة وضع المفوضية وليس السفارة وكان لقب السفير هو المبعوث فوق العادة والوزير المفوض.
ملاحظة: حتى عام 1957 كان المبعوث في نفس الوقت يكلف إلى المملكة اليمنية والمملكة العربية السعودية، وكان مقيماً في جدة.
- جاي ريفز تشايلدز
- المنصب: مبعوث فوق العادة ووزير مفوض
- التعيين: أغسطس 1946
- اعتماد ألاوراق: 30 سبتمبر 1946
- نهاية المهمة:21 يوليو 1950
- ريموند هير
  - المنصب: مبعوث فوق العادة ووزير مفوض
  - التعيين: 20 سبتمبر 1950
  - اعتماد ألاوراق: 22 يوليو 1951
  - نهاية المهمة: غادر جدة في 8 يوليو 1953
- جورج وادزورث
- المنصب: السفير فوق العادة والمفوض
- التعيين: 21 أكتوبر 1953
- اعتماد ألاوراق: 13 سبتمبر 1954
- نهاية المهمة: غادر جدة في 1 يناير 1958

ملاحظة: في عام 1957 أو 1958 (السجلات غير واضحة)، تم تكليف سفير الولايات المتحدة في مصر بالتزامن مع اليمن أثناء إقامته في القاهرة.
- دونالد هيث
- المنصب: مبعوث فوق العادة ووزير مفوض
- التعيين: 27 نوفمبر 1957
- اعتماد الأوراق:
- نهاية المهمة:
- ريموند هير
- المنصب: مبعوث فوق العادة ووزير مفوض
- التعيين: 16 فبراير 1959
- اعتماد الأوراق: 11 مارس 1959
- نهاية المهمة: غادر القاهرة في 18 ديسمبر 1959
- فريدريك رينهاردت
- المنصب: مبعوث فوق العادة ووزير مفوض
- التعيين: 27 يناير 1960
- أوراق الاعتماد: 28 أبريل 1960
- نهاية المهمة: غادر القاهرة في 6 مايو 1961
- باركر تي هارت - Career FSO
- المنصب: مبعوث فوق العادة ووزير مفوض
- التعيين: 20 مايو 1961
- أوراق الاعتماد: 1 أكتوبر 1961
- نهاية المهمة: انتهى التعيين في 27 سبتمبر 1962

ملاحظات:
- في الفترة 1962-1967 خلال فترة الحرب الأهلية في شمال اليمن، لم يكن هناك سفير أو مبعوث مفوض إلى الجمهورية العربية اليمنية. القائمون بالأعمال المؤقتون 1962-1967 هم:
- روبرت ستوكي (1963)
- جيمس كورتادا (فبراير 1963 - أغسطس 1964)
- لي دينسمور (أغسطس 1964 - يونيو 1967)
- رُفِعَت مفوضية الولايات المتحدة إلى وضع السفارة في 28 يناير 1963.
- تم نقل السفارة إلى صنعاء عام 1966.
- قطعت الجمهورية العربية اليمنية العلاقات الدبلوماسية مع الولايات المتحدة في 7 يونيو 1967 وتم سحب جميع الموظفين الدبلوماسيين الأمريكيين.
- تم إنشاء قسم رعاية مصالح الولايات المتحدة في السفارة الإيطالية في 10 أبريل 1970. وكان المسؤولون الرئيسيون هم ديفيد و. مكلينتوك (أبريل 1970 - فبراير 1972) وروبرت أ. شتاين (فبراير - يوليو 1972).
- أعيد تأسيس السفارة في صنعاء في 1 يوليو 1972، مع روبرت شتاين كقائم بالأعمال بالإنابة.
- منذ عام 1972 حصل السفير على رتبة سفير فوق العادة ومفوض وتم تكليفه في الجمهورية العربية اليمنية.
- ويليام كروفورد

المنصب: سفير فوق العادة ومفوض
التعيين: ١٢ أكتوبر ١٩٧٢
أوراق الاعتماد: 19 ديسمبر 1972
نهاية المهمة: غادر بعد 6 يوليو 1974
- توماس جيمس سكوتس

المنصب: سفير فوق العادة ومفوض
التعيين: 20 ديسمبر 1974
أوراق الاعتماد: 21 يناير 1975
نهاية المهمة: غادر بعد 24 أبريل 1978
- جورج إم لين

المنصب: سفير فوق العادة ومفوض
التعيين: 11 أغسطس 1978
أوراق الاعتماد: 5 أكتوبر 1978
نهاية المهمة: غادر بعد 4 يوليو 1981
- ديفيد زويفيل - مهنة FSO

المنصب: سفير فوق العادة ومفوض
التعيين: 28 سبتمبر 1981
تقديم أوراق الاعتماد: 24 أكتوبر 1981
نهاية المهمة: غادر بعد 20 يونيو 1984
- وليام آرثر روغ - مهنة FSO

المنصب: سفير فوق العادة ومفوض
التعيين: 21 سبتمبر 1984
تقديم أوراق الاعتماد: 28 أكتوبر 1984
نهاية المهمة: غادر بعد 4 يوليو 1987
- ملحوظة: كان المنصب شاغراً في يوليو 1987 - أغسطس 1988. عمل تيودور قطوف القائم بالأعمال بالنيابة في تلك الفترة.
- تشارلز فرانكلين دنبار

المنصب: سفير فوق العادة ومفوض
التعيين: 16 يونيو 1988
أوراق الاعتماد: 14 أغسطس 1988
نهاية المهمة: غادر بعد 13 يونيو 1991